# وحيدا في دمشق
وحيدا في دمشق هي قصة لإيلي كوهين، جاسوس إسرائيلي سابق. هذا الكتاب يصف حياة وموت ايلي كوهين.
في عام 1986، نشر الكتاب لأول مرة باللغة العبرية في هرتسليا. في عام 2012، تم نشر الطبعة المعدلة من هذا الكتاب. في عام 1997، تمت ترجمة الكتاب من العبرية إلى العربية. وفي عام 1997، تمت ترجمة الكتاب من العربية إلى الفارسية.